# Tritteling-Redlach
Tritteling-Redlach (fràncic lorenès Trittelingen-Rédlach) és un municipi francès situat al departament del Mosel·la i a la regió del Gran Est. L'any 2007 tenia 491 habitants.

## Demografia

### Població
El 2007 la població de fet de Tritteling-Redlach era de 491 persones. Hi havia 179 famílies, de les quals 29 eren unipersonals (8 homes vivint sols i 21 dones vivint soles), 75 parelles sense fills, 71 parelles amb fills i 4 famílies monoparentals amb fills.
La població ha evolucionat segons el següent gràfic:
Habitants censats

### Habitatges
El 2007 hi havia 197 habitatges, 184 eren l'habitatge principal de la família, 1 era una segona residència i 12 estaven desocupats. 191 eren cases i 5 eren apartaments. Dels 184 habitatges principals, 173 estaven ocupats pels seus propietaris, 9 estaven llogats i ocupats pels llogaters i 2 estaven cedits a títol gratuït; 10 tenien tres cambres, 29 en tenien quatre i 145 en tenien cinc o més. 168 habitatges disposaven pel capbaix d'una plaça de pàrquing. A 69 habitatges hi havia un automòbil i a 106 n'hi havia dos o més.

### Piràmide de població
La piràmide de població per edats i sexe el 2009 era:
| Homes | Edats   | Dones |
| ----- | ------- | ----- |
| 4     | 95 o +  | 0     |
| 0     | 90 a 94 | 0     |
| 4     | 85 a 89 | 4     |
| 4     | 80 a 84 | 8     |
| 8     | 75 a 79 | 8     |
| 4     | 70 a 74 | 12    |
| 4     | 65 a 69 | 4     |
| 16    | 60 a 64 | 8     |
| 0     | 55 a 59 | 4     |
| 16    | 50 a 54 | 20    |
| 36    | 45 a 49 | 24    |
| 16    | 40 a 44 | 32    |
| 4     | 35 a 39 | 12    |
| 12    | 30 a 34 | 12    |
| 0     | 25 a 29 | 4     |
| 28    | 20 a 24 | 12    |
| 24    | 15 a 19 | 16    |
| 4     | 10 a 14 | 8     |
| 12    | 5 a 9   | 0     |
| 16    | 0 a 4   | 0     |

## Economia
El 2007 la població en edat de treballar era de 334 persones, 251 eren actives i 83 eren inactives. De les 251 persones actives 236 estaven ocupades (131 homes i 105 dones) i 15 estaven aturades (8 homes i 7 dones). De les 83 persones inactives 22 estaven jubilades, 26 estaven estudiant i 35 estaven classificades com a «altres inactius».

### Ingressos
El 2009 a Tritteling-Redlach hi havia 190 unitats fiscals que integraven 522 persones, la mediana anual d'ingressos fiscals per persona era de 18.360,5 €.

### Activitats econòmiques
Dels 13 establiments que hi havia el 2007, 2 eren d'empreses de fabricació d'altres productes industrials, 6 d'empreses de construcció, 4 d'empreses de comerç i reparació d'automòbils i 1 d'una entitat de l'administració pública.
Dels 3 establiments de servei als particulars que hi havia el 2009, 1 era un guixaire pintor, 1 fusteria i 1 empresa de construcció.
L'únic establiment comercial que hi havia el 2009 era una gran superfície de material de bricolatge.
L'any 2000 a Tritteling-Redlach hi havia 3 explotacions agrícoles que ocupaven un total de 330 hectàrees.

## Poblacions més properes
El següent diagrama mostra les poblacions més properes.